# Black Clouds & Silver Linings
Black Clouds & Silver Linings deseti je studijski album progresivnog metal sastava Dream Theater. Album je izdan 23. lipnja 2009. godine. Kao i u prijašnjim albumima, producentsku zadaću obavljali su Mike Portnoy i John Petrucci. Album je izdan uz trostruko specijalno CD izdanje s instrumentalnim verzijama pjesama s albuma, preradama, kao i sa specijalnim izdanjem za kolekcionare.

## Popis pjesama
| Br. | Skladba                   | Tekstopisac   | Skladatelj    | Trajanje |
| --- | ------------------------- | ------------- | ------------- | -------- |
| 1.  | »A Nightmare to Remember« | John Petrucci | Dream Theater | 16:10    |
| 2.  | »A Rite of Passage«       | Petrucci      | Dream Theater | 8:35     |
| 3.  | »Wither«                  | Petrucci      | Dream Theater | 5:25     |
| 4.  | »The Shattered Fortress«  | Mike Portnoy  | Dream Theater | 12:46    |
| 5.  | »The Best of Times«       | Portnoy       | Dream Theater | 13:19    |
| 6.  | »The Cound of Tuscany«    | Petrucci      | Dream Theater | 18:18    |

## Izvođači
- James LaBrie – vokali
- John Petrucci – gitara
- John Myung – bas-gitara
- Mike Portnoy – bubnjevi
- Jordan Rudess – klavijature

## Vanjske poveznice
- dreamtheater.net – Službene stranice sastava